# Černíkovice (okres Benešov)
Černíkovice (Duits: Tschernikowitz of Tschernikowitz bei Chrastan) is een Tsjechische plaats in de gemeente Chrášťany, regio Midden-Bohemen, en maakt deel uit van het district Benešov. Het dorp ligt op ongeveer 2 kilometer afstand van Chrášťany en op ongeveer 11 kilometer afstand van de stad Benešov.
Černíkovice telt 45 inwoners (2021).

## Geografie
Černíkovice ligt aan de voet van de Neštětickáberg en de samenloop van de Černíkovický- en Roháčebeek.

## Geschiedenis
De eerste schriftelijke vermelding van het dorp dateert van 1391.
Tijdens de Tweede Wereldoorlog maakte Černíkovice deel uit van het militaire oefenterrein van de SS Benešov. De inwoners moesten op 1 april 1943 noodgedwongen verhuizen en konden pas na de oorlog weer terugkeren. In 1949 werd Černíkovice, samen met Chrášťany, ingedeeld bij het district Benešov.

## Verkeer en vervoer

### Autowegen
Weg III/11436 eindigt in Černíkovice.

### Spoorlijnen
Er is geen station in Černíkovice. Het dichtstbijzijnde station is in Benešov, op zo'n acht kilometer afstand.

### Buslijnen
Er is geen bushalte in het dorp. De dichtstbijzijnde bushalte ligt ongeveer één kilometer ten zuiden ervan, waar de volgende lijn halteert:
| Halte                        | Lijn | Traject          | Vervoerder   |
| ---------------------------- | ---- | ---------------- | ------------ |
| Neveklov, Neštětice, Rozchod | 755  | Rabyně - Benešov | CŠAD Benešov |

## Galerij

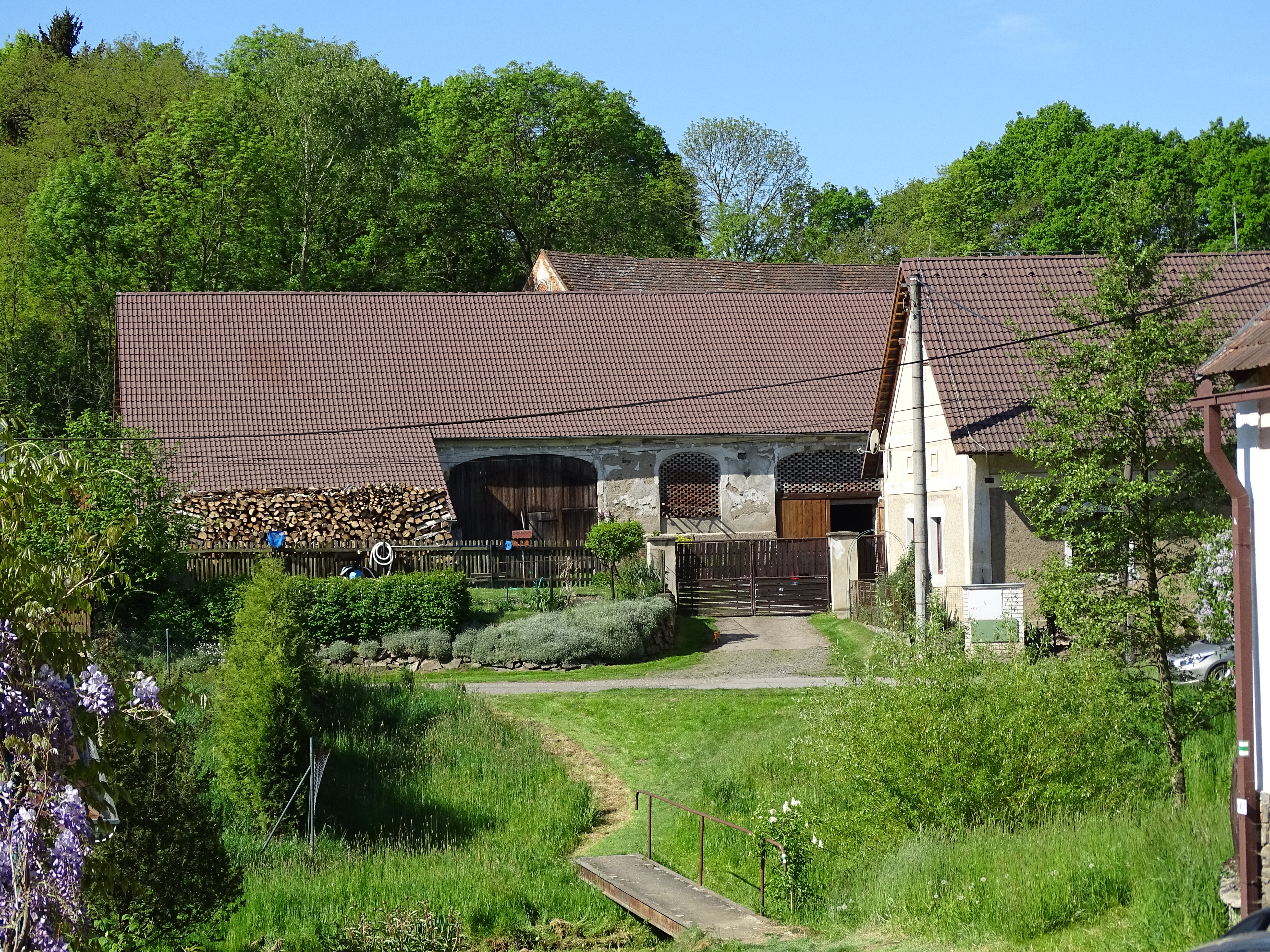
Huis bij de Černíkovickýbeek (2015)
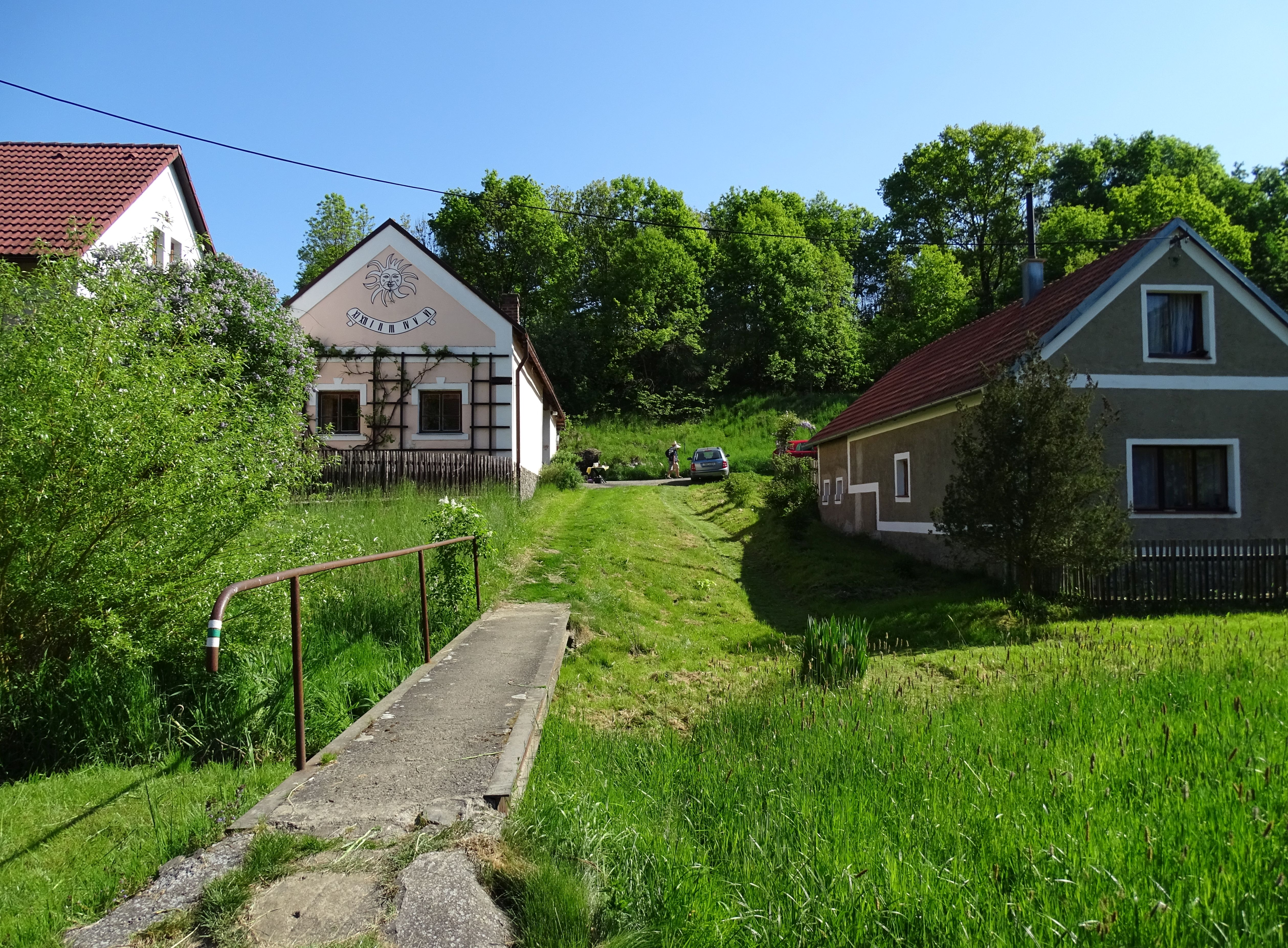
Huizen aan de beek (2015)
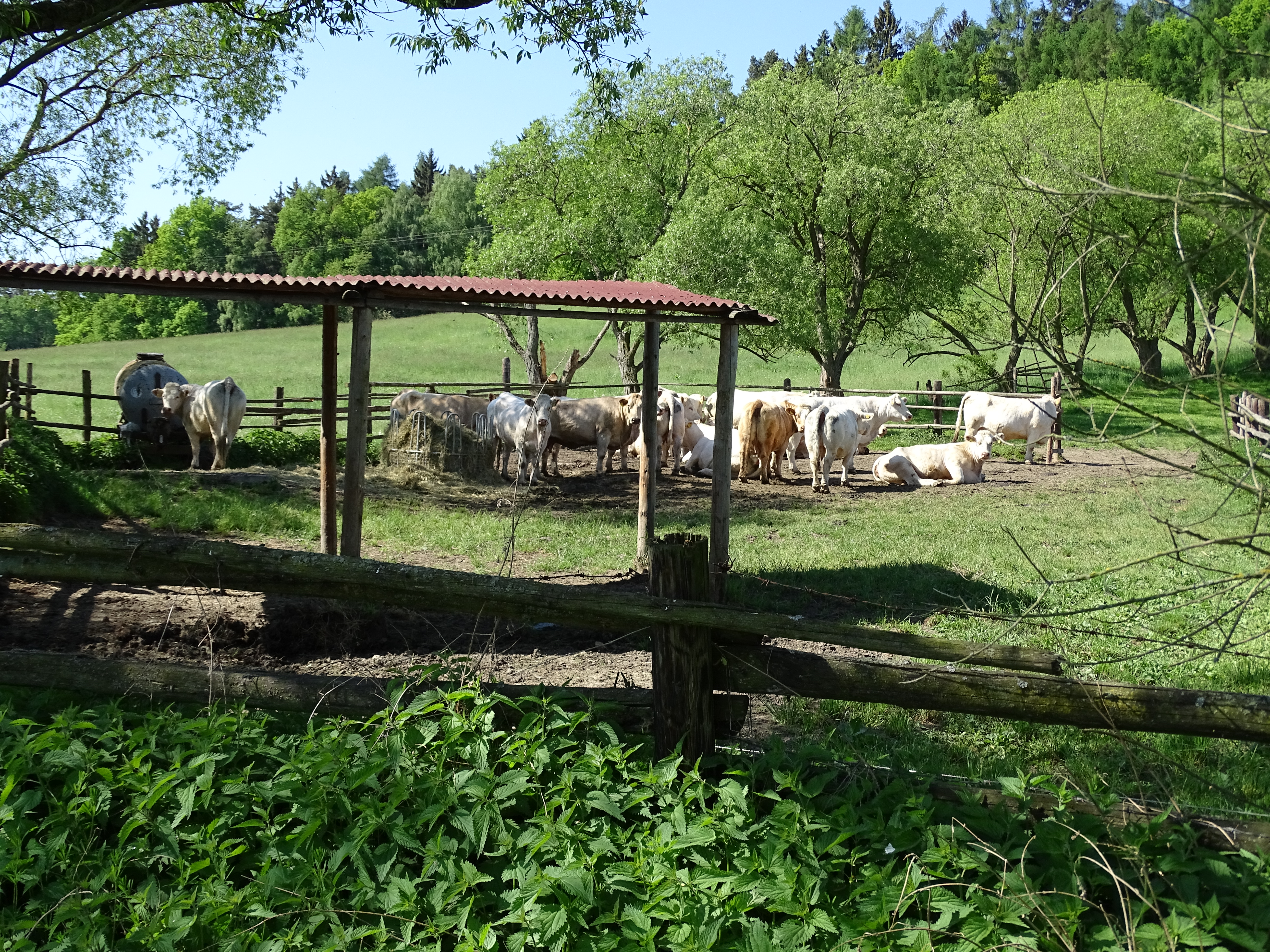
Boerderij in het dorp (2015)
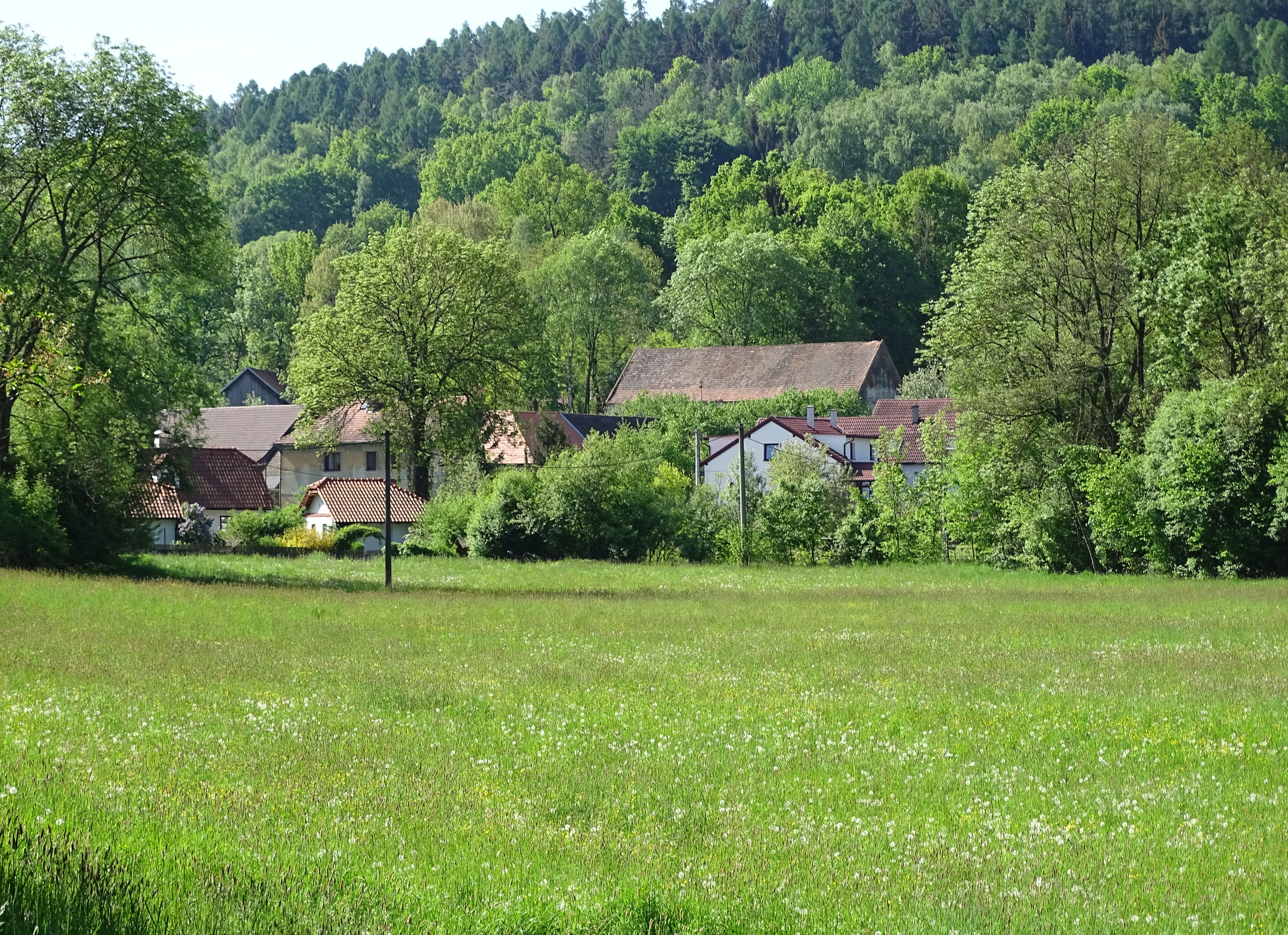
Huizen aan de voet van de Neštětickáberg (2015)
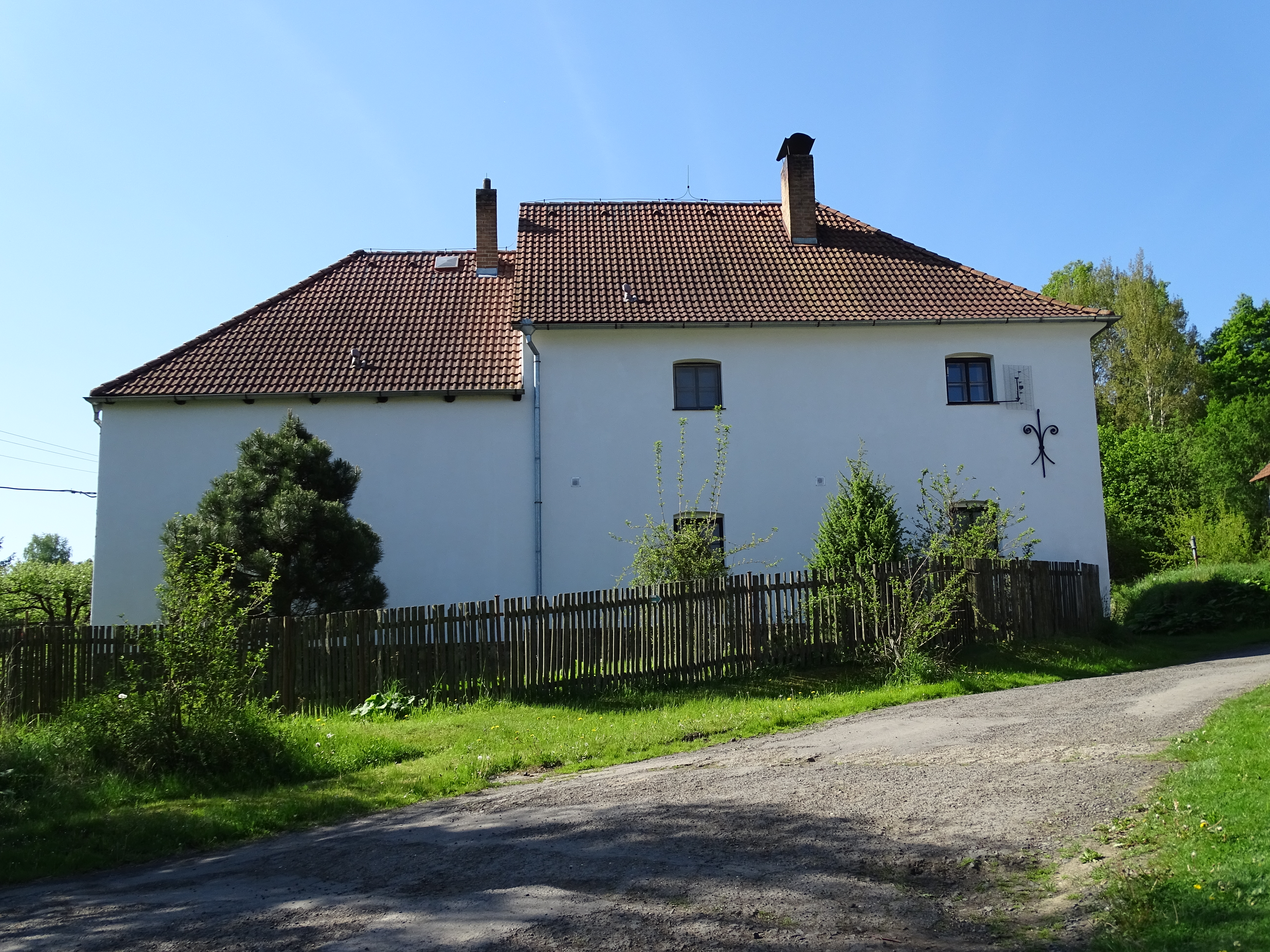
Huis in het dorp (2015)